# Nolanville (Teksas)
Nolanville je grad u američkoj saveznoj državi Teksas. Prema popisu stanovništva iz 2010. u njemu je živjelo 4.259 stanovnika.